# Зайбель, Эдгар
Эдгар Зайбель (нем. Edgar Seibel; род. 9 мая 1991 года, посёлок Кубанка, Алтайский край, РСФСР) — немецкий писатель, копирайтер, переводчик и блогер.

## Биография и творчество
Эдгар Зайбель публикует фантастические рассказы, а также эссе и научно-популярные книги, посвящённые интеграции мигрантов в Германии, особенно русских немцев и евреев. В одной из его ранних книг (нем. Volksgruppe Unbekannt, 2013) писал, что с юных лет интересовался литературой, биологией и этнологией.
Зайбель также писал о своём собственном опыте борьбы с ксенофобией по отношению к российским немцам. Он поддерживает связь с организацией Landsmannschaft der Deutschen aus Russland e.V. (рус. Землячество немцев России) и литературным союзом немцев России (нем. Literaturkreis der Deutschen aus Russland); вместе с другими авторами этого союза он несколько раз публиковал свои произведения в антологиях Almanach.
Эдгар Зайбель пишет и переводит статьи для газеты «Еврейская панорама» (нем. Jüdische Rundschau), издающейся в Германии на немецком и русском языках. Также публикует статьи о теме палеоконтакт, например для журнала Nexus.
Был сотрудником политика партии «АдГ» Вальдемара Гердта. Но бросил эту работу из-за разных взглядов.
Его книга «Звезда Давида над Волгой» (нем. Der Davidstern über der Wolga), вышедшая в 2022 году, посвящена теме сходства евреев и российских немцев. Зайбель также отмечает, что некоторые немецкие колонисты в Российской империи произошли от крещёных евреев из Германии. В Германии он является единственным автором публикаций на эту тему.